# قائمة سفراء دولة فلسطين لدى روسيا
سفير دولة فلسطين لدى روسيا هو ممثل دولة فلسطين الرسمي لدى روسيا الاتحادية. يقع مقر السفارة الفلسطينية في موسكو. يشغل منصب السفير حاليًا عبد الحفيظ نوفل منذ عام 2015.

## قائمة السفراء
| الترتيب | رئيس البعثة الدبلوماسية                                                                                                | تاريخ الاعتماد الدبلوماسي | تاريخ الانتهاء | رئيس منظمة التحرير الفلسطينية | رئيس الاتحاد السوفيتي/رئيس روسيا    | ملاحظات |
| ------- | --- | ------------------------- | -------------- | ----------------------------- | ----------------------------------- | --- |
|         | اُفتتح مكتب ممثلية منظمة التحرير الفلسطينية في موسكو في عام 1976، وفي ديسمبر 1990 تحول إلى سفارة دولة فلسطين لدى روسيا. |                           |                |                               |                                     | |
| 1       | محمد إبراهيم عبد الخالق الشاعر                                                                                         | 1976                      | 1982           | ياسر عرفات                    |                                     | تُوفي عام 1983. |
|         | رامي محمد إبراهيم الشاعر                                                                                               | 1982                      | 1984           | ياسر عرفات                    |                                     | قائم بالأعمال |
| 2       | يحيى عبد السلام عبد الهادي حبش                                                                                         | 1984                      | 1985           | ياسر عرفات                    | قسطنطين تشيرنينكو ميخائيل غورباتشوف | الاسم الحركي: صخر حبش |
|         | رامي محمد إبراهيم الشاعر                                                                                               | 1985                      | 1986           | ياسر عرفات                    |                                     | قائم بالأعمال |
|         | سعيد أبو عمارة | 1986                      | 1988           | ياسر عرفات                    |                                     | قائم بالأعمال |
| 3       | نبيل محمود عمرو | 1988                      | 1993           | ياسر عرفات                    | ميخائيل غورباتشوف بوريس يلتسن       | صار لاحقًا عضوًا في المجلس التشريعي الأول عن محافظة الخليل، ووزيرًا في حكومة ياسر عرفات الثالثة، وحكومة محمود عباس وأخيرًا سفيرًا لدى مصر. |
| 4       | داود بركات | 1993                      | 1996           | ياسر عرفات                    |                                     | |
| 5       | خيري ناجي عبد الفتاح العريدي                                                                                           | 1996                      | 2005           | ياسر عرفات                    | بوريس يلتسن فلاديمير بوتين          | شغل لاحقًا منصب سفير دولة فلسطين لدى الإمارات بين عامي 2006 و2013.                                                                     |
| 6       | بكر عبد المنعم | 14 أبريل 2006             | 2008           | ياسر عرفات                    | فلاديمير بوتين                      | شغل سابقًا منصب سفير دولة فلسطين لدى كندا، ولدى اليابان.                                                                               |
| 7       | عفيف صافية | 28 مايو 2008              | 2009           | ياسر عرفات محمود عباس         | دميتري ميدفيديف                     | شغل سابقًا منصب سفير دولة فلسطين لدى المملكة المتحدة، وحاضرة الفاتيكان، والولايات المتحدة.                                             |
| 8       | فائد خالد عبد مصطفى | 16 سبتمبر 2009            | 28 مايو 2015   | محمود عباس                    | دميتري ميدفيديف فلاديمير بوتين      | شغل لاحقًا منصب سفير دولة فلسطين لدى تركيا.                                                                                            |
| 9       | عبد الحفيظ نوفل | 29 يونيو 2015             | لا يزال        | محمود عباس                    | فلاديمير بوتين                      | كان سفيرًا لدولة فلسطين لدى جنوب أفريقيا بين عامي 2011 و2015.                                                                          |